# Pływanie na Letnich Igrzyskach Olimpijskich 1904 – 440 jardów stylem dowolnym mężczyzn
Konkurencja pływacka 440 jardów stylem dowolnym na Letnich Igrzyskach Olimpijskich 1904 w Saint Louis odbyła się 7 września 1904. Uczestniczyło 4 pływaków z 3 państw.

## Wyniki
| Poz. | Zawodnik        | Wynik    |
| ---- | --------------- | -------- |
| 1.   | Charles Daniels | 6:16,2   |
| 2.   | Francis Gailey  | 6:22,0   |
| 3.   | Otto Wahle      | 6:39,0   |
| 4.   | Leo Goodwin     | Nieznany |